# Chapelle Paraire
Pour les articles homonymes, voir Paraire.
La chapelle Paraire est une chapelle située dans le quartier de Paraire, à Rodez, dans l'Aveyron, à l'endroit où se trouvait avant l'ancien asile de Paraire.

## Histoire
Cet édifice était la chapelle de l'ancien asile d'aliénés de Paraire, construit en 1842 par Étienne-Joseph Boissonnade, architecte départemental. Du grand ensemble d'origine, inspiré d'une architecture conventuelle, il ne reste que quelques bâtiments. Ces bâtiments ont notamment accueilli Antonin Artaud, qui y fut interné de février 1943 à mai 1946.
Aujourd'hui, elle abrite un Espace Antonin-Artaud, entièrement consacré au poète.